# 奈井江車站
奈井江車站（日语：／ Naie eki */?）是一由北海道旅客鐵道（JR北海道）所經營的鐵路車站，位於日本北海道空知郡奈井江町，是JR北海道函館本線沿線車站之一，屬於JR北海道本社（札幌總部）的直轄範圍，但委託曾由JR北海道的子公司北海道JR服務網（北海道ジェイ・アール・サービスネット）代為經營車站業務，並由砂川車站負責管理，2016年5月1日起，因應精簡業務，改為無人站，並取消了綠窗口服務，改由非JR職員駐守，並承繼部份票務事宜。

## 簡介
奈井江車站站內設有一座側式月台與一座島式月台，共三條乘車線，之間以跨線天橋連結。
在1949年至1968年之間，奈井江曾經是三井礦山（日本焦炭工業（日本コークス工業）的前身之一）奈井江專用鐵道線與函館本線的交會車站。

## 歷史
- 1891年7月5日：北海道炭礦鐵道下的新車站開業[3]，為一般站。
- 1899年5月20日：奈井江市街大火，站舍被燒毁。改以臨時站舍繼續營業[4]。
- 1902年1月12日：第二代站舎落成[4]。
- 1906年10月1日：北海道炭礦鐵道的鐵道路線受鐵道國有法（日语：鉄道国有法）影響、變為國有鐵道。
- 1910年：日本鑛業奈井江炭山增設了馬車軌道作為運輸之用[4]。
- 1923年10月3日：奈井江炭鑛閉山，撤去馬車軌道[4]。
- 1934年：站舍改建[4]。
- 1940年：

- 4月：由本站通往住友鑛業奈井江礦選炭場的1113公尺専用線敷設。
- 增設跨線行人天橋。

- 1949年10月1日：三井鑛山奈井江專用鐵道開業[4]。
- 1968年9月30日：三井鑛山奈井江專用鐵道廢線。
- 1970年5月：大日興產奈井江礦（即原來住友奈井江礦）専用線廢線[4]。
- 1975年12月：站舍第三度改建[4]。
- 1978年10月2日：取消貨物托運服務。
- 1984年：

- 2月1日：取消行李托運服務。
- 5月：簡易委託化。

- 1987年4月1日：國鐵分割民營化，成為北海道旅客鐵道（JR北海道）轄下的車站。
- 1998年：重新昇格為直營站。
- 2016年5月1日：二度降為無人站，同時取消綠窗口服務[6]，業務委託化。

## 相鄰車站
北海道旅客鐵道（JR北海道）
■函館本線
茶志內（A17）－奈井江（A18）－豐沼（A19）